# Etainia albibimaculella
Etainia albibimaculella is een vlinder uit de familie van de dwergmineermotten (Nepticulidae). De wetenschappelijke naam van de soort is voor het eerst voorgesteld door C. S. Larsen in een publicatie uit 1927.

## Verspreiding
De soort komt voor in een groot deel van Europa, waaronder Noorwegen, Zweden, Finland, Estland, Letland,  Litouwen, Denemarken, Frankrijk, Duitsland, Polen en Italië.

## Waardplanten
De rups leeft op Arctostaphylos uva-ursi (Ericaceae).